# Amitermes emersoni
Amitermes emersoni är en termitart som beskrevs av Light 1930. Amitermes emersoni ingår i släktet Amitermes och familjen Termitidae. Inga underarter finns listade i Catalogue of Life.